# Liga I 2017-2018
Sezonul 2017-2018 al Ligii I (cunoscută și sub numele de Liga 1 Betano din motive de sponsorizare) a fost cea de-a 100-a ediție a Campionatului de Fotbal al României, și a 80-a de la introducerea sistemului divizionar. Programul oficial al jocurilor a fost afișat pe 7 iulie 2017. Sezonul a început la data de 14 iulie 2017 și s-a încheiat pe 2 iunie 2018. Echipa CFR Cluj a devenit campioană pentru a patra oară în istoria sa.

## Echipe
Ultimele două echipe din sezonul 2016-2017, Pandurii Târgu Jiu și ASA 2013 Târgu Mureș, au retrogradat în Liga a II-a. Primele două echipe din Liga a II-a 2016-2017, Juventus București și Sepsi Sfântu Gheorghe au fost promovate în Liga I.

### Barajul de promovare/menținere
Barajul pentru deciderea ultimei echipe din acest sezon de Liga I a fost disputat dintre ocupanta locului 12 din Liga I 2016-2017, ACS Poli Timișoara, și ocupanta locului 3 din Liga a II-a 2016-2017, UTA Arad. La finalul celor două manșe, ACS Poli Timișoara și-a păstrat poziția în Liga I.
| Echipa 1 | Scor gen. | Echipa 2 | Tur | Retur |
| -------- | --------- | -------- | --- | ----- |
| ACS Poli | 5–2       | UTA Arad | 2–1 | 3–1   |

### Stadioane
| FCSB                  | Poli Timișoara | CS U Craiova | CFR Cluj                 |
| --------------------- | --- | --- | ------------------------ |
| Arena Națională       | Dan Păltinișanu | Ion Oblemenco | Dr. Constantin Rădulescu |
| Capacitate: 55.634    | Capacitate: 32.972 | Capacitate: 30.944 | Capacitate: 17.408       |
|                       | | |                          |
| Dinamo București      | BucureștiAstraBotoșaniCFRConcordiaGaz MetanPoli IașiACS PoliSepsiCraiovaViitorulVoluntariEchipele din București: · Dinamo · FCSB · JuventusLiga I 2017-2018 (România) DinamoFCSB Locația echipelor din București. | BucureștiAstraBotoșaniCFRConcordiaGaz MetanPoli IașiACS PoliSepsiCraiovaViitorulVoluntariEchipele din București: · Dinamo · FCSB · JuventusLiga I 2017-2018 (România) DinamoFCSB Locația echipelor din București. | Juventus București       |
| Dinamo                | BucureștiAstraBotoșaniCFRConcordiaGaz MetanPoli IașiACS PoliSepsiCraiovaViitorulVoluntariEchipele din București: · Dinamo · FCSB · JuventusLiga I 2017-2018 (România) DinamoFCSB Locația echipelor din București. | BucureștiAstraBotoșaniCFRConcordiaGaz MetanPoli IașiACS PoliSepsiCraiovaViitorulVoluntariEchipele din București: · Dinamo · FCSB · JuventusLiga I 2017-2018 (România) DinamoFCSB Locația echipelor din București. | Ilie Oană                |
| Capacitate: 15.032    | BucureștiAstraBotoșaniCFRConcordiaGaz MetanPoli IașiACS PoliSepsiCraiovaViitorulVoluntariEchipele din București: · Dinamo · FCSB · JuventusLiga I 2017-2018 (România) DinamoFCSB Locația echipelor din București. | BucureștiAstraBotoșaniCFRConcordiaGaz MetanPoli IașiACS PoliSepsiCraiovaViitorulVoluntariEchipele din București: · Dinamo · FCSB · JuventusLiga I 2017-2018 (România) DinamoFCSB Locația echipelor din București. | Capacitate: 15.073       |
|                       | BucureștiAstraBotoșaniCFRConcordiaGaz MetanPoli IașiACS PoliSepsiCraiovaViitorulVoluntariEchipele din București: · Dinamo · FCSB · JuventusLiga I 2017-2018 (România) DinamoFCSB Locația echipelor din București. | BucureștiAstraBotoșaniCFRConcordiaGaz MetanPoli IașiACS PoliSepsiCraiovaViitorulVoluntariEchipele din București: · Dinamo · FCSB · JuventusLiga I 2017-2018 (România) DinamoFCSB Locația echipelor din București. |                          |
| Botoșani              | BucureștiAstraBotoșaniCFRConcordiaGaz MetanPoli IașiACS PoliSepsiCraiovaViitorulVoluntariEchipele din București: · Dinamo · FCSB · JuventusLiga I 2017-2018 (România) DinamoFCSB Locația echipelor din București. | BucureștiAstraBotoșaniCFRConcordiaGaz MetanPoli IașiACS PoliSepsiCraiovaViitorulVoluntariEchipele din București: · Dinamo · FCSB · JuventusLiga I 2017-2018 (România) DinamoFCSB Locația echipelor din București. | Politehnica Iași         |
| Municipal             | BucureștiAstraBotoșaniCFRConcordiaGaz MetanPoli IașiACS PoliSepsiCraiovaViitorulVoluntariEchipele din București: · Dinamo · FCSB · JuventusLiga I 2017-2018 (România) DinamoFCSB Locația echipelor din București. | BucureștiAstraBotoșaniCFRConcordiaGaz MetanPoli IașiACS PoliSepsiCraiovaViitorulVoluntariEchipele din București: · Dinamo · FCSB · JuventusLiga I 2017-2018 (România) DinamoFCSB Locația echipelor din București. | Emil Alexandrescu        |
| Capacitate: 12.000    | BucureștiAstraBotoșaniCFRConcordiaGaz MetanPoli IașiACS PoliSepsiCraiovaViitorulVoluntariEchipele din București: · Dinamo · FCSB · JuventusLiga I 2017-2018 (România) DinamoFCSB Locația echipelor din București. | BucureștiAstraBotoșaniCFRConcordiaGaz MetanPoli IașiACS PoliSepsiCraiovaViitorulVoluntariEchipele din București: · Dinamo · FCSB · JuventusLiga I 2017-2018 (România) DinamoFCSB Locația echipelor din București. | Capacitate: 11.390       |
|                       | BucureștiAstraBotoșaniCFRConcordiaGaz MetanPoli IașiACS PoliSepsiCraiovaViitorulVoluntariEchipele din București: · Dinamo · FCSB · JuventusLiga I 2017-2018 (România) DinamoFCSB Locația echipelor din București. | BucureștiAstraBotoșaniCFRConcordiaGaz MetanPoli IașiACS PoliSepsiCraiovaViitorulVoluntariEchipele din București: · Dinamo · FCSB · JuventusLiga I 2017-2018 (România) DinamoFCSB Locația echipelor din București. |                          |
| Sepsi Sfântu Gheorghe | BucureștiAstraBotoșaniCFRConcordiaGaz MetanPoli IașiACS PoliSepsiCraiovaViitorulVoluntariEchipele din București: · Dinamo · FCSB · JuventusLiga I 2017-2018 (România) DinamoFCSB Locația echipelor din București. | BucureștiAstraBotoșaniCFRConcordiaGaz MetanPoli IașiACS PoliSepsiCraiovaViitorulVoluntariEchipele din București: · Dinamo · FCSB · JuventusLiga I 2017-2018 (România) DinamoFCSB Locația echipelor din București. | Astra Giurgiu            |
| Municipal             | BucureștiAstraBotoșaniCFRConcordiaGaz MetanPoli IașiACS PoliSepsiCraiovaViitorulVoluntariEchipele din București: · Dinamo · FCSB · JuventusLiga I 2017-2018 (România) DinamoFCSB Locația echipelor din București. | BucureștiAstraBotoșaniCFRConcordiaGaz MetanPoli IașiACS PoliSepsiCraiovaViitorulVoluntariEchipele din București: · Dinamo · FCSB · JuventusLiga I 2017-2018 (România) DinamoFCSB Locația echipelor din București. | Marin Anastasovici       |
| Capacitate: 8.800     | BucureștiAstraBotoșaniCFRConcordiaGaz MetanPoli IașiACS PoliSepsiCraiovaViitorulVoluntariEchipele din București: · Dinamo · FCSB · JuventusLiga I 2017-2018 (România) DinamoFCSB Locația echipelor din București. | BucureștiAstraBotoșaniCFRConcordiaGaz MetanPoli IașiACS PoliSepsiCraiovaViitorulVoluntariEchipele din București: · Dinamo · FCSB · JuventusLiga I 2017-2018 (România) DinamoFCSB Locația echipelor din București. | Capacitate: 8.500        |
|                       | BucureștiAstraBotoșaniCFRConcordiaGaz MetanPoli IașiACS PoliSepsiCraiovaViitorulVoluntariEchipele din București: · Dinamo · FCSB · JuventusLiga I 2017-2018 (România) DinamoFCSB Locația echipelor din București. | BucureștiAstraBotoșaniCFRConcordiaGaz MetanPoli IașiACS PoliSepsiCraiovaViitorulVoluntariEchipele din București: · Dinamo · FCSB · JuventusLiga I 2017-2018 (România) DinamoFCSB Locația echipelor din București. |                          |
| Gaz Metan Mediaș      | Concordia Chiajna | Voluntari | Viitorul Constanța       |
| Gaz Metan             | Concordia | Anghel Iordănescu | Viitorul                 |
| Capacitate: 7.814     | Capacitate: 5.123 | Capacitate: 4.600 | Capacitate: 4.500        |
|                       | | |                          |

1. ↑  CS U Craiova joacă pe Stadionul Municipal din Drobeta-Turnu Severin pentru primele etape ale sezonului, deoarece Stadionul Ion Oblemenco este în construcție.
2. ↑  Juventus joacă pe Stadionul Ilie Oană din Ploiești pentru acest sezon, deoarece Stadionul Juventus Colentina din București nu îndeplinește criteriile pentru Liga I.
3. ↑  Sepsi a jucat pe Stadionul Silviu Ploeșteanu din Brașov în jumătatea de toamnă a sezonului, deoarece Stadionul Municipal din Sfântu Gheorghe nu îndeplinea criteriile pentru Liga I. După terminarea renovării, Sepsi a revenit pe terenul propriu.

### Personal și statistici
Note:
- Datele statistice sunt bazate pe ceea indică forurile competente de conducere, LPF și UEFA.

| Echipă             | Ultima promovare | Clasament 2016-17 | Antrenor (numire)        | Căpitan           | Sezoane în Liga I |
| ------------------ | ---------------- | ----------------- | ------------------------ | ----------------- | ----------------- |
| Viitorul Constanța | 2012             | 1                 | Gheorghe Hagi (2014)     | Ianis Hagi        | 5                 |
| FCSB               | 1947             | 2                 | Nicolae Dică (2017)      | Florin Tănase     | 69                |
| Dinamo             | 1948             | 3                 | Florin Bratu (2018)      | Dan Nistor        | 68                |
| CFR Cluj           | 2004             | 4                 | Dan Petrescu (2017)      | Camora            | 22                |
| CSU Craiova        | 2014             | 5                 | Devis Mangia (2017)      | Alexandru Băluță  | 3                 |
| Astra Giurgiu      | 2009             | 6                 | Gheorghe Mulțescu (2018) | Alexandru Stan    | 14                |
| Politehnica Iași   | 2014             | 7                 | Flavius Stoican (2017)   | Andrei Cristea    | 32                |
| Gaz Metan          | 2016             | 8                 | Cristian Pustai (2016)   | Marius Constantin | 11                |
| Voluntari          | 2015             | 9                 | Adrian Mutu (2018)       | Daniel Novac      | 2                 |
| Botoșani           | 2013             | 10                | Costel Enache (2017)     | Alberto Cobrea⁠(d) | 4                 |
| Chiajna            | 2011             | 11                | Ionuț Badea (2018)       | Marian Cristescu  | 6                 |
| ACS Poli           | 2015             | 12                | Adrian Neaga (2018)      | Gabriel Cânu      | 3                 |
| Juventus București | 2017             | 1 (Liga a II-a)   | Marius Baciu (2017)      | Liviu Băjenaru    | 0                 |
| Sepsi              | 2017             | 2 (Liga a II-a)   | Eugen Neagoe (2017)      | Attila Hadnagy    | 0                 |

Legendă culori
     FCSB a participat în șaisprezecimile UEFA Europa League 2017-2018, după ce a trecut și prin play-off-ul Ligii Campionilor 2017-2018
     Astra Giurgiu, Dinamo și CS U Craiova au participat în al treilea tur preliminar al UEFA Europa League 2017-2018, iar Viitorul în play-off, după ce a trecut și prin turul trei preliminar al Ligii Campionilor 2017-2018
     Promovată din Liga a II-a 2016-2017

### Schimbări de antrenori
| Echipa                | Fost antrenor           | Modul de plecare        | Data plecării      | Loc clasament | Noul antrenor           | Data numirii       |
| --------------------- | ----------------------- | ----------------------- | ------------------ | ------------- | ----------------------- | ------------------ |
| FCSB                  | Laurențiu Reghecampf    | Înțelegere cu echipa    | 31 mai 2017        | Presezon      | Nicolae Dică            | 1 iunie 2017       |
| Astra Giurgiu         | Marius Șumudică         | Sfârșitul contractului  | 31 mai 2017        | Presezon      | Edward Iordănescu       | 1 iunie 2017       |
| Universitatea Craiova | Gheorghe Mulțescu       | Sfârșitul contractului  | 31 mai 2017        | Presezon      | Devis Mangia            | 1 iunie 2017       |
| FC Botoșani           | Leontin Grozavu         | Sfârșitul contractului  | 5 iunie 2017       | Presezon      | Costel Enache           | 5 iunie 2017       |
| CSM Politehnica Iași  | Eugen Neagoe            | Sfârșitul contractului  | 5 iunie 2017       | Presezon      | Flavius Stoican         | 9 iunie 2017       |
| CFR Cluj              | Vasile Miriuță          | Înțelegere cu echipa    | 6 iunie 2017       | Presezon      | Dan Petrescu            | 12 iunie 2017      |
| Concordia Chiajna     | Dan Alexa               | Înțelegere cu echipa    | 18 July 2017       | 10            | Vasile Miriuță          | 19 iulie 2017      |
| Juventus București    | Daniel Oprița           | A demisionat            | 19 august 2017     | 14            | Marin Barbu (interimar) | 20 august 2017     |
| Dinamo București      | Cosmin Contra           | Înțelegere cu echipa    | 17 septembrie 2017 | 7             | Vasile Miriuță          | 21 septembrie 2017 |
| Concordia Chiajna     | Vasile Miriuță          | Înțelegere cu echipa    | 21 septembrie 2017 | 12            | Ion Moldovan            | 21 septembrie 2017 |
| Sepsi Sfântu Gheorghe | Valentin Suciu          | Înțelegere cu echipa    | 25 octombrie 2017  | 12            | Sándor Nagy (interimar) | 25 noiembrie 2017  |
| Sepsi Sfântu Gheorghe | Sándor Nagy (interimar) | Sfârșitul interimatului | 14 noiembrie 2017  | 12            | Eugen Neagoe            | 14 noiembrie 2017  |
| Juventus București    | Marin Barbu (intermiar) | Sfârșitul interimatului | 17 decembrie 2017  | 14            | Marius Baciu            | 18 decembrie 2017  |
| ACS Poli Timișoara    | Ionuț Popa              | Înțelegere cu echipa    | 5 februarie 2018   | 9             | Leontin Grozavu         | 6 februarie 2018   |
| Dinamo București      | Vasile Miriuță          | A demisionat            | 26 februarie 2018  | 8             | Florin Bratu            | 26 februarie 2018  |
| Astra Giurgiu         | Edward Iordănescu       | Înțelegere cu echipa    | 2 aprilie 2018     | 5             | Gheorghe Mulțescu       | 4 aprilie 2018     |
| Voluntari             | Claudiu Niculescu       | Înțelegere cu echipa    | 14 aprilie 2018    | 10            | Adrian Mutu             | 14 aprilie 2018    |
| Poli Timișoara        | Leontin Grozavu         | Înțelegere cu echipa    | 18 aprilie 2018    | 12            | Adrian Neaga            | 18 aprilie 2018    |
| Concordia Chiajna     | Ion Moldovan            | Înțelegere cu echipa    | 25 aprilie 2018    | 11            | Ionuț Badea             | 25 aprilie 2018    |

## Sezonul regular

### Meciurile sezonului regular
| Oaspeți ► Gazde ▼                          | ACS | AST | BOT | CFR | CON | CSU | IAȘ | DIN | GAZ | JUV | SPS | STE | VII | VOL |
| ------------------------------------------ | --- | --- | --- | --- | --- | --- | --- | --- | --- | --- | --- | --- | --- | --- |
| ACS Poli                                   | —   | 2–1 | 1–1 | 4–3 | 0–3 | 0–2 | 1–2 | 0–0 | 1–1 | 2–1 | 0–0 | 0–1 | 0–0 | 2–3 |
| Astra Giurgiu                              | 3–0 | —   | 2–1 | 2–3 | 1–0 | 2–2 | 0–0 | 2–0 | 4–3 | 2–0 | 1–0 | 2–0 | 3–1 | 2–3 |
| Botoșani                                   | 1–0 | 1–3 | —   | 1–1 | 2–1 | 1–0 | 3–3 | 0–0 | 1–0 | 0–0 | 5–1 | 0–3 | 1–0 | 1–0 |
| CFR Cluj                                   | 1–0 | 2–0 | 0–0 | —   | 2–0 | 2–1 | 1–0 | 1–0 | 0–0 | 2–0 | 2–0 | 1–1 | 2–0 | 2–0 |
| Chiajna                                    | 0–1 | 1–2 | 3–0 | 0–1 | —   | 1–2 | 0–1 | 3–4 | 1–1 | 1–1 | 2–1 | 1–2 | 1–2 | 3–1 |
| CSU Craiova                                | 1–1 | 1–1 | 1–0 | 2–1 | 1–1 | —   | 2–0 | 2–2 | 2–0 | 3–1 | 1–0 | 2–5 | 3–1 | 1–1 |
| Politehnica Iași                           | 1–1 | 1–0 | 1–0 | 0–2 | 3–1 | 1–2 | —   | 2–1 | 0–0 | 3–1 | 0–2 | 1–0 | 0–1 | 2–1 |
| Dinamo                                     | 1–2 | 1–1 | 0–1 | 0–2 | 2–3 | 2–2 | 2–1 | —   | 3–1 | 3–0 | 1–0 | 2–2 | 0–4 | 2–0 |
| Gaz Metan                                  | 0–2 | 0–0 | 1–0 | 0–3 | 1–2 | 0–0 | 0–2 | 0–3 | —   | 0–0 | 2–1 | 1–2 | 0–1 | 1–1 |
| Juventus București                         | 1–1 | 0–1 | 0–2 | 0–2 | 0–5 | 0–1 | 2–2 | 0–3 | 1–1 | —   | 2–1 | 1–2 | 0–1 | 0–0 |
| Sepsi                                      | 1–0 | 0–0 | 0–2 | 0–2 | 1–1 | 2–3 | 2–1 | 0–3 | 0–0 | 2–1 | —   | 0–4 | 1–0 | 0–3 |
| FCSB                                       | 7–0 | 1–1 | 2–0 | 1–1 | 2–1 | 1–1 | 1–1 | 1–0 | 4–0 | 4–0 | 2–0 | —   | 2–0 | 2–1 |
| Viitorul Constanța                         | 1–1 | 1–1 | 2–1 | 1–0 | 3–0 | 0–2 | 5–2 | 0–1 | 3–0 | 3–0 | 3–0 | 1–0 | —   | 0–0 |
| Voluntari                                  | 1–0 | 3–1 | 1–3 | 0–3 | 0–1 | 0–1 | 0–4 | 1–3 | 2–1 | 0–0 | 3–0 | 0–0 | 0–0 | —   |
| Câștigă gazdele; Remiză; Câștigă oaspeții. |     |     |     |     |     |     |     |     |     |     |     |     |     |     |

### Clasamentul sezonului regular
| Loc | Echipă             | Pct. | MJ | V  | E  | Î  | GM | GP | DG  | Calificare             |
| --- | ------------------ | ---- | -- | -- | -- | -- | -- | -- | --- | ---------------------- |
| 1.  | CFR Cluj           | 59   | 26 | 18 | 5  | 3  | 42 | 13 | +29 | Calificare în Play-Off |
| 2.  | FCSB               | 55   | 26 | 16 | 7  | 3  | 52 | 18 | +34 | Calificare în Play-Off |
| 3.  | CSU Craiova        | 51   | 26 | 14 | 9  | 3  | 41 | 26 | +15 | Calificare în Play-Off |
| 4.  | Astra Giurgiu      | 44   | 26 | 12 | 8  | 6  | 38 | 27 | +11 | Calificare în Play-Off |
| 5.  | Viitorul Constanța | 44   | 26 | 13 | 5  | 8  | 34 | 21 | +13 | Calificare în Play-Off |
| 6.  | Politehnica Iași   | 39   | 26 | 11 | 6  | 9  | 34 | 31 | +3  | Calificare în Play-Off |
| 7.  | Botoșani           | 39   | 26 | 11 | 6  | 9  | 28 | 26 | +2  | Calificare în Play-Out |
| 8.  | Dinamo             | 39   | 26 | 11 | 6  | 9  | 39 | 31 | +8  | Calificare în Play-Out |
| 9.  | Chiajna            | 28   | 26 | 8  | 4  | 14 | 36 | 37 | −1  | Calificare în Play-Out |
| 10. | Voluntari          | 28   | 26 | 7  | 7  | 12 | 25 | 35 | −10 | Calificare în Play-Out |
| 11. | ACS Poli           | 27   | 26 | 6  | 9  | 11 | 22 | 37 | −15 | Calificare în Play-Out |
| 12. | Sepsi              | 19   | 26 | 5  | 4  | 17 | 15 | 44 | −29 | Calificare în Play-Out |
| 13. | Gaz Metan          | 16   | 26 | 2  | 10 | 14 | 14 | 39 | −25 | Calificare în Play-Out |
| 14. | Juventus București | 11   | 26 | 1  | 8  | 17 | 12 | 47 | −35 | Calificare în Play-Out |

1. 1 2  Astra în față datorită înfruntărilor directe: Astra–Viitorul 3–1, Viitorul–Astra 1–1.
2. 1 2 3  Iași în față datorită înfruntărilor directe: Iași 7 pct, Botoșani 5 pct, Dinamo 4 pct.
3. 1 2  Concordia în față datorită înfruntărilor directe: Voluntari–Concordia 0–1, Concordia–Voluntari 3–1.

### Pozițiile pe etapă
| Etapă/ Echipă         | 1                  | 2  | 3  | 4  | 5  | 6  | 7  | 8  | 9  | 10 | 11 | 12 | 13 | 14 | 15 | 16 | 17 | 18 | 19 | 20 | 21 | 22 | 23 | 24 | 25 | 26 |    |
| --------------------- | ------------------ | -- | -- | -- | -- | -- | -- | -- | -- | -- | -- | -- | -- | -- | -- | -- | -- | -- | -- | -- | -- | -- | -- | -- | -- | -- | -- |
| Etapă/ Echipă         | ACS Poli Timișoara | 5  | 9  | 10 | 7  | 7  | 9  | 7  | 7  | 6  | 6  | 6  | 6  | 6  | 8  | 10 | 9  | 8  | 9  | 9  | 9  | 9  | 9  | 9  | 10 | 10 | 11 |
| Astra Giurgiu         | 6                  | 10 | 5  | 5  | 4  | 5  | 6  | 6  | 2  | 3  | 3  | 5  | 4  | 4  | 5  | 6  | 6  | 6  | 6  | 6  | 6  | 4  | 4  | 4  | 4  | 4  |    |
| Botoșani              | 8                  | 4  | 1  | 1  | 1  | 2  | 2  | 4  | 5  | 5  | 5  | 4  | 5  | 5  | 4  | 4  | 4  | 4  | 4  | 4  | 4  | 5  | 5  | 8  | 8  | 7  |    |
| CFR Cluj              | 7                  | 2  | 2  | 2  | 2  | 1  | 1  | 1  | 1  | 1  | 1  | 1  | 1  | 1  | 1  | 2  | 2  | 1  | 1  | 1  | 1  | 1  | 1  | 1  | 1  | 1  |    |
| Concordia Chiajna     | 11                 | 11 | 12 | 12 | 13 | 13 | 13 | 13 | 12 | 12 | 12 | 11 | 11 | 9  | 11 | 11 | 11 | 11 | 11 | 10 | 10 | 11 | 11 | 11 | 11 | 9  |    |
| CSM Politehnica Iași  | 12                 | 12 | 8  | 10 | 10 | 8  | 8  | 8  | 10 | 8  | 10 | 9  | 10 | 11 | 9  | 8  | 9  | 8  | 8  | 8  | 8  | 8  | 8  | 7  | 7  | 6  |    |
| Universitatea Craiova | 3                  | 3  | 6  | 6  | 6  | 3  | 3  | 2  | 3  | 4  | 4  | 3  | 3  | 3  | 3  | 3  | 3  | 3  | 3  | 3  | 3  | 3  | 3  | 3  | 3  | 3  |    |
| Dinamo București      | 1                  | 5  | 4  | 4  | 5  | 6  | 5  | 5  | 7  | 7  | 7  | 7  | 7  | 6  | 7  | 7  | 7  | 7  | 7  | 7  | 7  | 7  | 7  | 6  | 6  | 8  |    |
| Gaz Metan Mediaș      | 13                 | 13 | 14 | 14 | 12 | 12 | 12 | 12 | 13 | 13 | 13 | 13 | 13 | 13 | 13 | 13 | 13 | 13 | 13 | 12 | 13 | 12 | 13 | 13 | 13 | 13 |    |
| Juventus București    | 14                 | 14 | 13 | 13 | 14 | 14 | 14 | 14 | 14 | 14 | 14 | 14 | 14 | 14 | 14 | 14 | 14 | 14 | 14 | 14 | 14 | 14 | 14 | 14 | 14 | 14 |    |
| Sepsi Sfântu Gheorghe | 10                 | 8  | 11 | 8  | 8  | 10 | 10 | 9  | 11 | 11 | 11 | 12 | 12 | 12 | 12 | 12 | 12 | 12 | 12 | 13 | 12 | 13 | 12 | 12 | 12 | 12 |    |
| FCSB                  | 4                  | 1  | 3  | 3  | 3  | 4  | 4  | 3  | 4  | 2  | 2  | 2  | 2  | 2  | 2  | 1  | 1  | 2  | 2  | 2  | 2  | 2  | 2  | 2  | 2  | 2  |    |
| Viitorul Constanța    | 2                  | 7  | 9  | 11 | 11 | 11 | 11 | 10 | 9  | 10 | 8  | 10 | 8  | 7  | 6  | 5  | 5  | 5  | 5  | 5  | 5  | 6  | 6  | 5  | 5  | 5  |    |
| Voluntari             | 9                  | 6  | 7  | 9  | 9  | 7  | 9  | 11 | 8  | 9  | 9  | 8  | 9  | 10 | 8  | 10 | 10 | 10 | 10 | 11 | 11 | 10 | 10 | 9  | 9  | 10 |    |

## Play-off

### Echipele calificate
| Loc | Echipa             | Pct. |
| --- | ------------------ | ---- |
| 1   | CFR Cluj           | 30*  |
| 2   | FCSB               | 28*  |
| 3   | CSU Craiova        | 26*  |
| 4   | Astra Giurgiu      | 22   |
| 5   | Viitorul Constanța | 22   |
| 6   | Politehnica Iași   | 20*  |

Note
(*) - Au beneficiat de rotunjire prin adaos.

### Clasamentul play-off-ului
| Loc | Echipă             | Pct. | MJ | V | E | Î | GM | GP | DG  |  | CFR | FCS | CSU | VII | AST | IAS |
| --- | ------------------ | ---- | -- | - | - | - | -- | -- | --- |  | --- | --- | --- | --- | --- | --- |
| 1. | CFR Cluj (C)       | 50   | 10 | 5 | 5 | 0 | 12 | 6  | +6  |  | —   | 1–1 | 1–0 | 1–0 | 1–1 | 2–1 |
| 2. | FCSB               | 49   | 10 | 6 | 3 | 1 | 14 | 6  | +8  |  | 1–1 | —   | 2–0 | 2–1 | 1–0 | 1–0 |
| 3. | CSU Craiova        | 38   | 10 | 3 | 3 | 4 | 10 | 10 | 0   |  | 0–0 | 0–1 | —   | 3–3 | 1–0 | 4–1 |
| 4. | Viitorul Constanța | 35   | 10 | 3 | 4 | 3 | 13 | 11 | +2  |  | 1–2 | 2–2 | 0–0 | —   | 1–1 | 1–0 |
| 5. | Astra Giurgiu      | 33   | 10 | 3 | 2 | 5 | 9  | 11 | −2  |  | 0–2 | 0–3 | 1–0 | 0–2 | —   | 3–0 |
| 6. | Politehnica Iași   | 24   | 10 | 1 | 1 | 8 | 5  | 19 | −14 |  | 1–1 | 1–0 | 1–2 | 0–2 | 0–3 | —   |
| Legendă: Locul 1: Liga Campionilor 2018-19 Turul II Locurile 2, 4: UEFA Europa League 2018-19 Turul II Locul 3: UEFA Europa League 2018-19 Turul III |                    |      |    |   |   |   |    |    |     |  |     |     |     |     |     |     |

1. ↑  CS U Craiova va juca în turul III preliminar al UEFA Europa League 2018-2019 datorită câștigării Cupei României.

### Pozițiile pe etapă
| Club \ Etapa | ‎‎1 | 2 | 3 | 4 | 5 | 6 | 7 | 8 | 9 | 10 |
| ------------ | - | - | - | - | - | - | - | - | - | -- |
| CFR Cluj     | 1 | 1 | 2 | 2 | 2 | 2 | 2 | 1 | 1 | 1  |
| FCSB         | 2 | 2 | 1 | 1 | 1 | 1 | 1 | 2 | 2 | 2  |
| CSU Craiova  | 3 | 3 | 3 | 3 | 3 | 3 | 3 | 3 | 4 | 3  |
| Viitorul     | 4 | 5 | 4 | 4 | 4 | 4 | 4 | 5 | 3 | 4  |
| Astra        | 5 | 4 | 5 | 5 | 5 | 5 | 5 | 4 | 5 | 5  |
| Iași         | 6 | 6 | 6 | 6 | 6 | 6 | 6 | 6 | 6 | 6  |

| Câștigătorii Ligii I, ediția 2017/2018 |
| -------------------------------------- |
| CFR Cluj Al patrulea titlu             |

## Lider
- Notă: Această cronologie arată diferența de puncte dintre lider și locul 2 pe etape.

## Play-out

### Echipele calificate
| Loc | Echipa             | Pct. |
| --- | ------------------ | ---- |
| 1   | Botoșani           | 20*  |
| 2   | Dinamo             | 20*  |
| 3   | Chiajna            | 14   |
| 4   | Voluntari          | 14   |
| 5   | ACS Poli           | 14*  |
| 6   | Sepsi              | 11*  |
| 7   | Gaz Metan          | 8    |
| 8   | Juventus București | 6*   |

Note
(*) - Au beneficiat de rotunjire prin adaos.

### Clasamentul play-out-ului
| Loc                                                                                        | Echipă                 | Pct. | MJ | V  | E | Î | GM | GP | DG  |  | DIN | BOT | SPS | GAZ | CON | VOL | ACS | JUV |
| ------------------------------------------------------------------------------------------ | ---------------------- | ---- | -- | -- | - | - | -- | -- | --- |  | --- | --- | --- | --- | --- | --- | --- | --- |
| 1.                                                                                         | Dinamo                 | 54   | 14 | 11 | 1 | 2 | 29 | 10 | +19 |  | —   | 2–0 | 0–0 | 3–0 | 3–1 | 2–0 | 1–0 | 1–2 |
| 2.                                                                                         | Botoșani               | 40   | 14 | 5  | 5 | 4 | 12 | 9  | +3  |  | 0–1 | —   | 2–2 | 2–0 | 0–1 | 1–0 | 0–0 | 0–0 |
| 3.                                                                                         | Sepsi                  | 34   | 14 | 6  | 6 | 2 | 21 | 14 | +7  |  | 2–0 | 0–1 | —   | 2–1 | 0–2 | 2–2 | 3–0 | 2–1 |
| 4.                                                                                         | Gaz Metan              | 30   | 14 | 6  | 4 | 4 | 18 | 15 | +3  |  | 2–3 | 2–1 | 1–1 | —   | 2–1 | 1–0 | 1–1 | 3–0 |
| 5.                                                                                         | Chiajna                | 30   | 14 | 4  | 4 | 6 | 13 | 17 | −4  |  | 0–4 | 0–0 | 1–1 | 0–0 | —   | 0–1 | 0–1 | 2–1 |
| 6.                                                                                         | Voluntari (O)          | 27   | 14 | 3  | 4 | 7 | 16 | 22 | −6  |  | 2–4 | 1–1 | 1–2 | 1–2 | 2–2 | —   | 1–0 | 0–1 |
| 7.                                                                                         | ACS Poli (R)           | 27   | 14 | 3  | 4 | 7 | 10 | 16 | −6  |  | 1–3 | 0–1 | 2–2 | 0–0 | 1–0 | 2–3 | —   | 2–0 |
| 8.                                                                                         | Juventus București (R) | 17   | 14 | 3  | 2 | 9 | 9  | 25 | −16 |  | 0–2 | 0–3 | 0–2 | 0–3 | 1–3 | 2–2 | 1–0 | —   |
| Legendă: Locul 6: Calificare în Baraj Locurile 7, 8: Retrogradare în Liga a II-a 2018-2019 |                        |      |    |    |   |   |    |    |     |  |     |     |     |     |     |     |     |     |

1. 1 2  GAZ 2–1 CON; CON 0–0 GAZ.
2. 1 2  Voluntari în față deoarece ACS Poli Timișoara a beneficiat de rotunjirea prin adaos a punctelor.

### Pozițiile pe etapă
| Etapă/ Echipă      | 1                  | 2  | 3  | 4  | 5  | 6  | 7  | 8  | 9  | 10 | 11 | 12 | 13 | 14 |    |
| ------------------ | ------------------ | -- | -- | -- | -- | -- | -- | -- | -- | -- | -- | -- | -- | -- | -- |
| Etapă/ Echipă      | ACS Poli Timișoara | 11 | 11 | 11 | 11 | 12 | 13 | 13 | 13 | 13 | 13 | 13 | 13 | 13 | 13 |
| Botoșani           | 8                  | 8  | 8  | 8  | 8  | 8  | 8  | 8  | 8  | 8  | 8  | 8  | 8  | 8  |    |
| Concordia Chiajna  | 10                 | 10 | 10 | 12 | 10 | 11 | 12 | 11 | 11 | 10 | 11 | 10 | 11 | 11 |    |
| Dinamo București   | 7                  | 7  | 7  | 7  | 7  | 7  | 7  | 7  | 7  | 7  | 7  | 7  | 7  | 7  |    |
| Gaz Metan Mediaș   | 13                 | 13 | 12 | 13 | 13 | 12 | 10 | 12 | 12 | 11 | 10 | 11 | 10 | 10 |    |
| Juventus București | 14                 | 14 | 13 | 14 | 14 | 14 | 14 | 14 | 14 | 14 | 14 | 14 | 14 | 14 |    |
| Sepsi OSK          | 12                 | 12 | 14 | 10 | 9  | 10 | 9  | 10 | 9  | 9  | 9  | 9  | 9  | 9  |    |
| Voluntari          | 9                  | 9  | 9  | 9  | 11 | 9  | 11 | 9  | 10 | 12 | 12 | 12 | 12 | 12 |    |

## Statistici

### Golgheteri
| Loc | Jucător           | Club                  | Goluri |
| --- | ----------------- | --------------------- | ------ |
| 1   | George Țucudean   | CFR Cluj              | 15     |
| 1   | Harlem Gnohéré    | FCSB                  | 15     |
| 3   | Paul Batin        | Concordia Chiajna     | 13     |
| 4   | Alexandru Mitriță | Universitatea Craiova | 12     |
| 5   | Gustavo⁠(d)        | Universitatea Craiova | 11     |
| 5   | Alexandru Băluță  | Universitatea Craiova | 11     |
| 5   | Alexandru Ioniță  | Astra Giurgiu         | 11     |
| 5   | Mihai Roman       | FC Botoșani           | 11     |
| 9   | Florin Tănase     | FCSB                  | 10     |
| 9   | Dennis Man        | FCSB                  | 10     |

### Meciuri fără gol primit
| Loc | Jucător                                 | Club               | Parade |
| --- | --------------------------------------- | ------------------ | ------ |
| 1   | Giedrius Arlauskis                      | CFR Cluj           | 14     |
| 1   | Jaime Penedo                            | Dinamo București   | 14     |
| 1   | Alberto Cobrea⁠(d)                       | Botoșani           | 14     |
| 4   | Plamen Iliev (fotbalist născut în 1991) | Astra Giurgiu      | 12     |
| 5   | Victor Rîmniceanu                       | Viitorul Constanța | 11     |
| 6   | Florin Niță                             | FCSB               | 10     |
| 7   | Cosmin Vâtcă                            | CFR Cluj           | 8      |

## Clasament total
Acesta este un clasament neoficial cu toate punctele adunate de fiecare echipă în acest sezon, sezon regular + play-off/play-out.
| Loc | Echipă             | Pct. | MJ | V  | E  | Î  | GM | GP | DG  | Unde a jucat |
| --- | ------------------ | ---- | -- | -- | -- | -- | -- | -- | --- | ------------ |
| 1.  | CFR Cluj           | 79   | 36 | 23 | 10 | 3  | 54 | 19 | +35 | Play-off     |
| 2.  | FCSB               | 76   | 36 | 22 | 10 | 4  | 66 | 24 | +42 | Play-off     |
| 3.  | CSU Craiova        | 63   | 36 | 17 | 12 | 7  | 51 | 36 | +15 | Play-off     |
| 4.  | Viitorul Constanța | 57   | 36 | 16 | 9  | 11 | 47 | 32 | +15 | Play-off     |
| 5.  | Astra Giurgiu      | 55   | 36 | 15 | 10 | 11 | 47 | 38 | +9  | Play-off     |
| 6.  | Politehnica Iași   | 43   | 36 | 12 | 7  | 17 | 39 | 50 | −11 | Play-off     |
| 7.  | Dinamo             | 73   | 40 | 22 | 7  | 11 | 68 | 41 | +27 | Play-out     |
| 8.  | Botoșani           | 59   | 40 | 16 | 11 | 13 | 40 | 35 | +5  | Play-out     |
| 9.  | Chiajna            | 44   | 40 | 12 | 8  | 20 | 49 | 54 | −5  | Play-out     |
| 10. | Sepsi              | 43   | 40 | 11 | 10 | 19 | 36 | 58 | −22 | Play-out     |
| 11. | Voluntari          | 41   | 40 | 10 | 11 | 19 | 41 | 57 | −16 | Play-out     |
| 12. | ACS Poli           | 40   | 40 | 9  | 13 | 18 | 32 | 53 | −21 | Play-out     |
| 13. | Gaz Metan          | 38   | 40 | 8  | 14 | 18 | 32 | 54 | −22 | Play-out     |
| 14. | Juventus București | 22   | 40 | 4  | 10 | 26 | 21 | 72 | −51 | Play-out     |